# Antonio Alberici
Antonio Alberici (falecido em 1506) foi um prelado católico romano que serviu como bispo de Nepi e Sutri (1503–1506).

## Biografia
No dia 11 de outubro de 1503, Antonio Alberici foi nomeado durante o papado de Pio III como Bispo de Nepi e Sutri, onde serviu como bispo até à sua morte em 1506.